# Eviota springeri
Eviota springeri, tên thông thường là Springer's dwarfgoby, là một loài cá biển thuộc chi Eviota trong họ Cá bống trắng. Loài này được mô tả lần đầu tiên vào năm 2012.

## Từ nguyên
Loài cá này được đặt theo tên của Victor G. Springer, người đã thu thập mẫu vật của chúng, cũng như nhiều mẫu vật của các loài Eviota khác.

## Phạm vi phân bố và môi trường sống
E. springeri có phạm vi phân bố ở Tây Nam Ấn Độ Dương. Loài cá này được tìm thấy ở Seychelles, quần đảo Amirante, Mauritius và quần đảo Chagos. Các mẫu vật của chúng được thu thập gần các rạn san hô ở độ sâu khoảng 21 m.

## Mô tả
Chiều dài cơ thể tối đa được ghi nhận ở E. springeri là 1,7 cm. Màu sắc khi mẫu vật còn sống không được ghi chép lại.
Số gai ở vây lưng: 7; Số tia vây mềm ở vây lưng: 8; Số gai ở vây hậu môn: 1; Số tia vây mềm ở vây hậu môn: 7; Số tia vây mềm ở vây ngực: 15 - 16.